# Доња Банда
Доња Банда је насељено место у саставу општине Оребић, на полуострву Пељешцу, Дубровачко-неретванска жупанија, Република Хрватска.

## Историја
До територијалне реорганизације у Хрватској налазила се у саставу старе општине Дубровник.

## Становништво
На попису становништва 2011. године, Доња Банда је имала 149 становника.
| Број становника по пописима | Број становника по пописима | Број становника по пописима | Број становника по пописима | Број становника по пописима | Број становника по пописима | Број становника по пописима | Број становника по пописима | Број становника по пописима | Број становника по пописима | Број становника по пописима | Број становника по пописима | Број становника по пописима | Број становника по пописима | Број становника по пописима | Број становника по пописима |
| --------------------------- | --------------------------- | --------------------------- | --------------------------- | --------------------------- | --------------------------- | --------------------------- | --------------------------- | --------------------------- | --------------------------- | --------------------------- | --------------------------- | --------------------------- | --------------------------- | --------------------------- | --------------------------- |
| 1857                        | 1869                        | 1880                        | 1890                        | 1900                        | 1910                        | 1921                        | 1931                        | 1948                        | 1953                        | 1961                        | 1971                        | 1981                        | 1991                        | 2001                        | 2011                        |
| 443                         | 381                         | 370                         | 358                         | 384                         | 376                         | 256                         | 305                         | 268                         | 270                         | 266                         | 255                         | 220                         | 194                         | 170                         | 149                         |

Напомена: Настало 1981. спајањем насеља Приздрина и Жупање Село која су престала да постоје. За та бивша насеља садржи податке од 1857. до 1971.

### Попис1991.
На попису становништва 1991. године, насељено место Доња Банда је имало 194 становника, следећег националног састава:
| Попис 1991.‍  | Попис 1991.‍  | Попис 1991.‍ | Попис 1991.‍ | Попис 1991.‍ |
| ------------ | ------------ | ----------- | ----------- | ----------- |
|              |              |             |             |             |
| Хрвати       | Хрвати       |             | 184         | 94,84%      |
| Роми         | Роми         |             | 1           | 0,51%       |
| Срби         | Срби         |             | 1           | 0,51%       |
| регион. опр. | регион. опр. |             | 3           | 1,54%       |
| непознато    | непознато    |             | 5           | 2,57%       |
| укупно: 194  |              |             |             |             |